# 30248 Kimstinson
30248 Kimstinson è un asteroide della fascia principale. Scoperto nel 2000, presenta un'orbita caratterizzata da un semiasse maggiore pari a 2,7986624 UA e da un'eccentricità di 0,1981287, inclinata di 5,28843° rispetto all'eclittica.